# Іванік Михайло Михайлович
Іванік Михайло Михайлович (20 квітня 1937, м. Мукачеве, нині Закарпатська область — 24 серпня 2021) — український геолог. Доктор геолого-мінералогічних наук (1994). Досліджував стратиграфію, особливо нафтогазоносних регіонів України, біостратиграфію та палеонтологію (форамініфери, губки) платформних та морських формацій. Учасник морських геологічних експедицій, автор понад 170 друкованих праць, з них – понад 10 монографій.
1959 закінчив геологічний факультет Львівського університету ім. І. Франка за спеціальністю «інженер-геолог-розвідник».
Працювати почав 1959 р. на посаді геолога маркшейдерського відділу у Березинському шахтоуправлінні Закарпатської області. Згодом був переведений до нафтопромислового управління «Долинанафта» на посаду старшого геолога відділу з підрахунку запасів та обробки керна.
1960–66 роки працював у Центральній науково-дослідній лабораторії Управління нафтогазовидобувної та нафтопереробної промисловості СРСР в Івано-Франківську. Від 1966 — в Інституті геологічних наук НАНУ (Київ). Під керівництвом член-кореспондента АН УРСР В. Я. Дідковського 1969 р. М. М. Іванік захистив кандидатську дисертацію «Спікули губок з олігоценових відкладів Передкарпаття та їх стратиграфічне значення» і здобув ступінь кандидата геолого-мінералогічних наук. З 1969 р. працює у відділі палеонтології та стратиграфії кайнозойських відкладів ІГН АН УРСР на посаді молодшого (1969—1974), а згодом старшого (1974—1995) наукового співробітника. 1994 р. захищає докторську дисертацію «Палеогенова спонгіофауна Східно-Європейської платформи та суміжних регіонів». Після захисту М. М. Іванік обіймає посаду
провідного наукового співробітника. Від 1996 завідувач відділу стратиграфії і палеонтології мезозойських відкладів.
Вивчав палеогенові відклади Східноєвропейської платформи та прилеглих територій, геологію донних осадів Світового океану. Брав участь в укладанні «Стратиграфического словаря УССР» (К., 1985).
Учасник експедицій 3, 5, 7 та 19 рейсів НДС «Академік Вернадський», 2 рейсу ГДСу «Донузлав», 13 та 24 рейсів НДС «Профессор Колесников», 50 рейсу «Михаил Ломоносов» в Атлантичний, Тихий та Індійський океани. Був учасником навколосвітньої експедиції на НДС «Академік Вернадський».
Член Бюро та голова мезозойської комісії Стратиграфічного комітету України, член ради Українського палеонтологічного товариства, член експертної ради з геології Департаменту атестації кадрів МОН України, багаторічний член редколегії «Геологічного журналу», «Збірника наукових праць Інституту геологічних наук НАН України».
Лауреат премії імені П. Тутковського НАНУ (2007).